# Dierrey-Saint-Julien
Dierrey-Saint-Julien település Franciaországban, Aube megyében. Lakosainak száma 274 fő (2022. január 1.). Dierrey-Saint-Julien Bucey-en-Othe, Dierrey-Saint-Pierre, Estissac, Fontvannes, Macey és Mesnil-Saint-Loup községekkel határos.

## Népesség
A település népessége az elmúlt években az alábbi módon változott:
| Lakosok száma | 242  | 222  | 216  | 246  | 253  | 256  | 261  | 262  | 266  | 274  |
|               | 1968 | 1982 | 1990 | 2006 | 2013 | 2015 | 2017 | 2019 | 2020 | 2022 |